# Prachatický liliovník
Prachatický liliovník je památný strom, který roste v Prachaticích (v okrese Prachatice v Jihočeském kraji) na jižní straně bývalé polikliniky v Nemocniční ulici. Původně byl v tomto prostoru park, který přináležel ke staré nemocnici. Hlavní kmen se ve výšce 1,5 m rozdvojuje na dva kmeny. Ochranné pásmo bylo vyhlášeno v kruhu o poloměru 9 m od kmene stromu. Jak je uvedeno na ceduli u stromu, jedná se o památný strom "jediný tohoto druhu v regionu".

## Základní údaje
- název: Liliovník[2], Prachatický liliovník
- druh: liliovník tulipánokvětý (Liriodendron tulipifera L.)
- výška: 20 m[2]
- obvod: 292 cm[2]
- věk: na ceduli u stromu je uveden věk 75 let
- památný strom ČR: od 5. května 1999[2]
- umístění: kraj Jihočeský, okres Prachatice, obec Prachatice

## Památné stromy v okolí
- Prachatický břečťan
- Prachatický jilm
- Lípa velkolistá (Staré Prachatice)

## Galerie

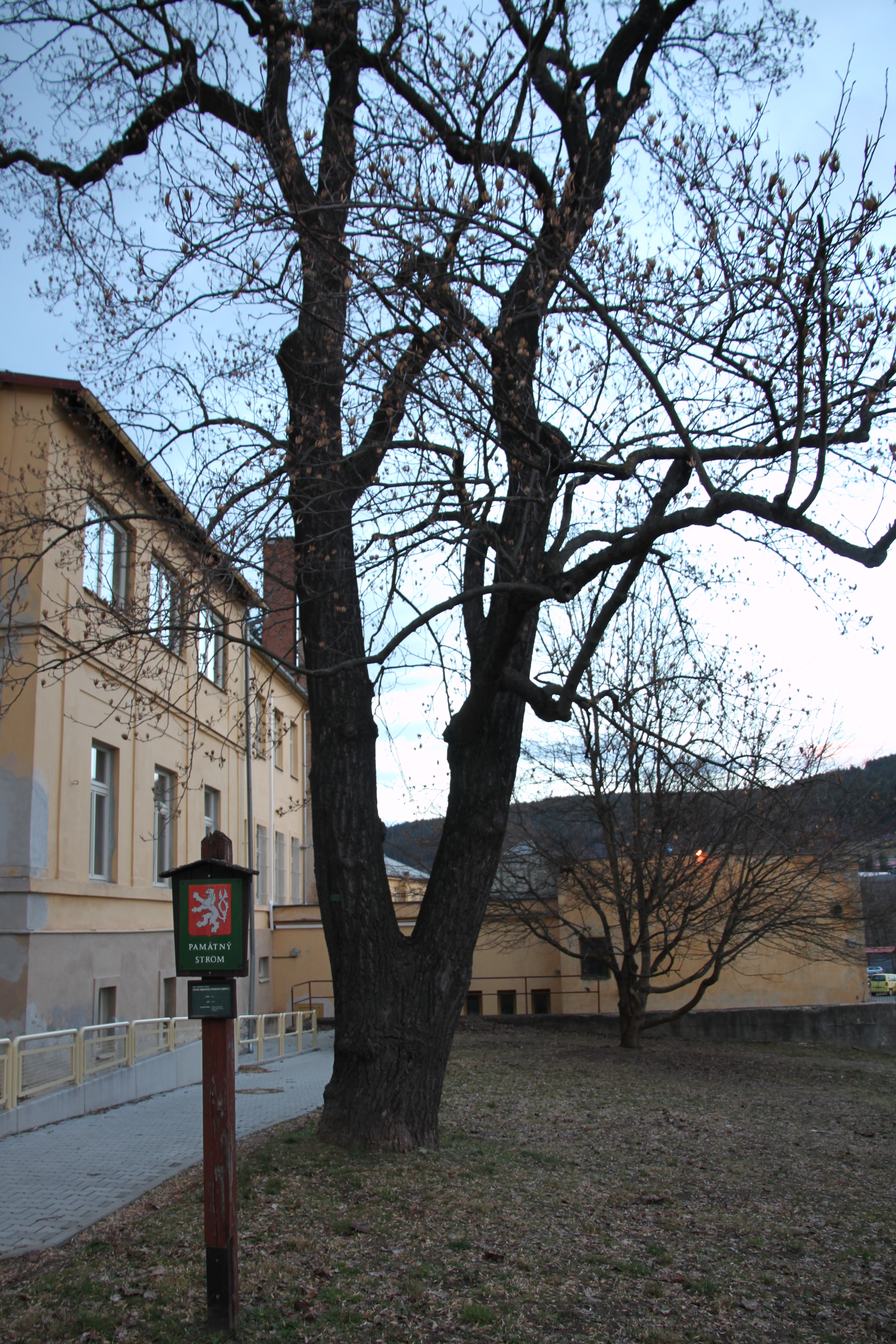
Památný strom v zimě
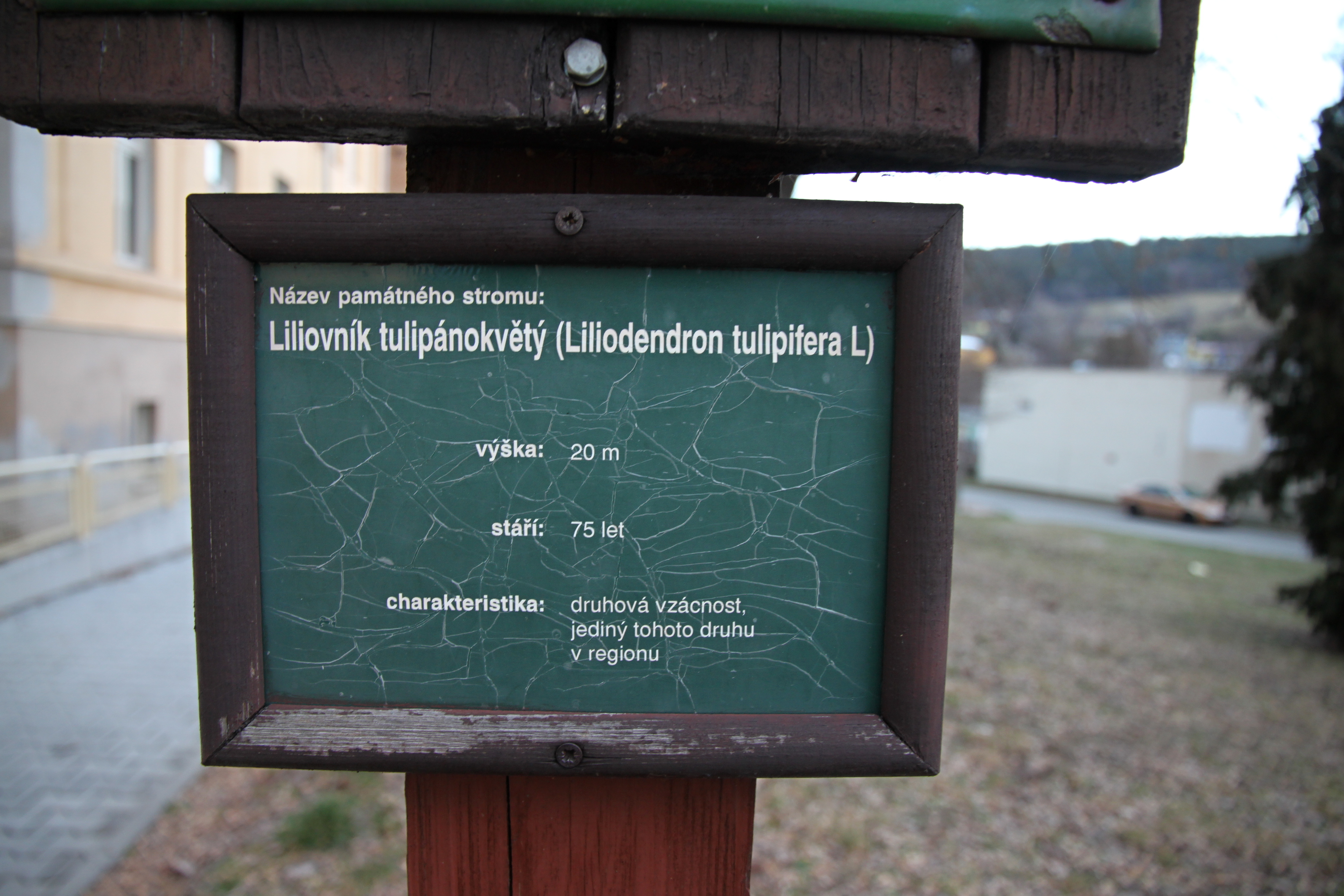
Cedule s podrobnými údaji
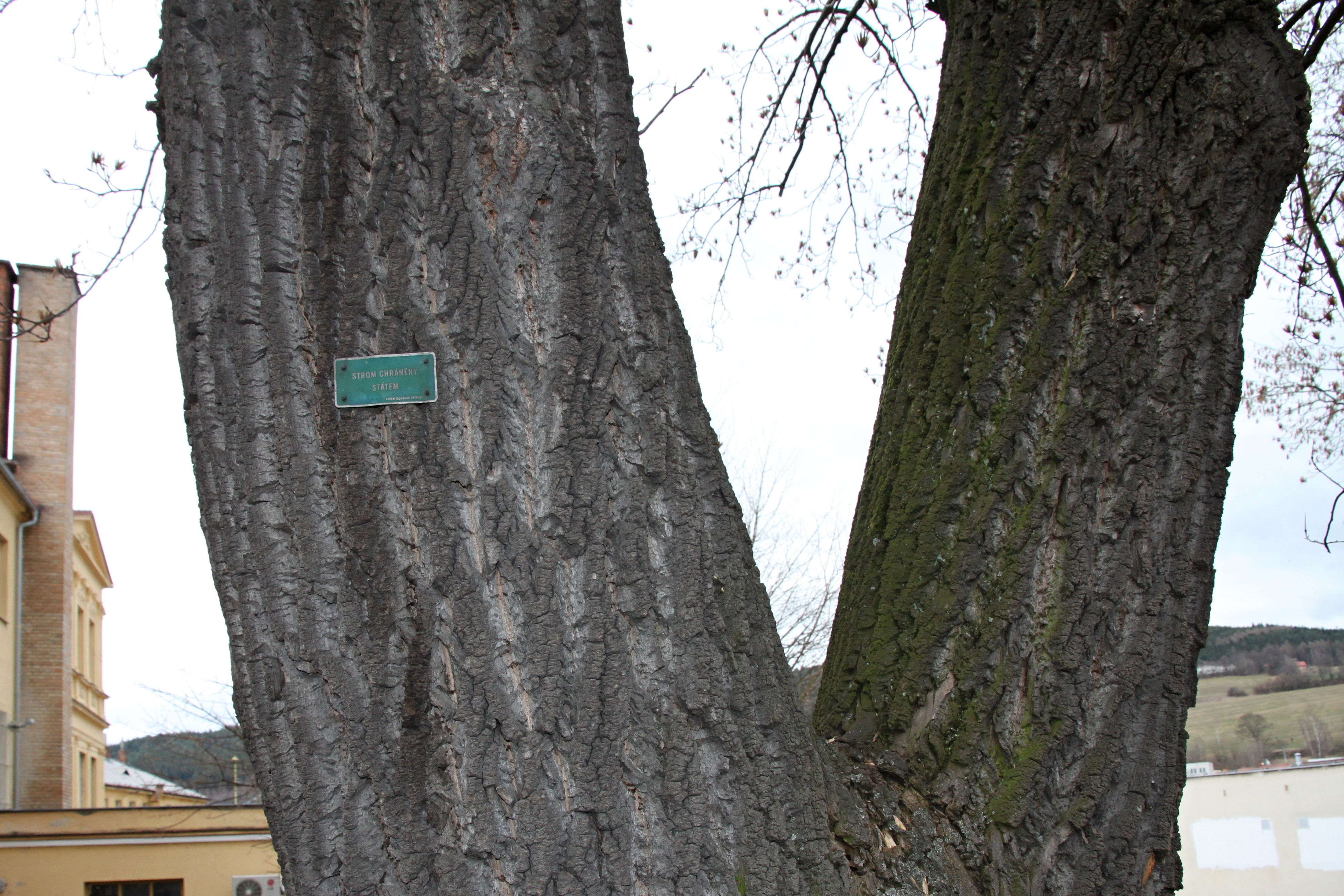
Detail stromu s nápisem "Strom chráněný státem"
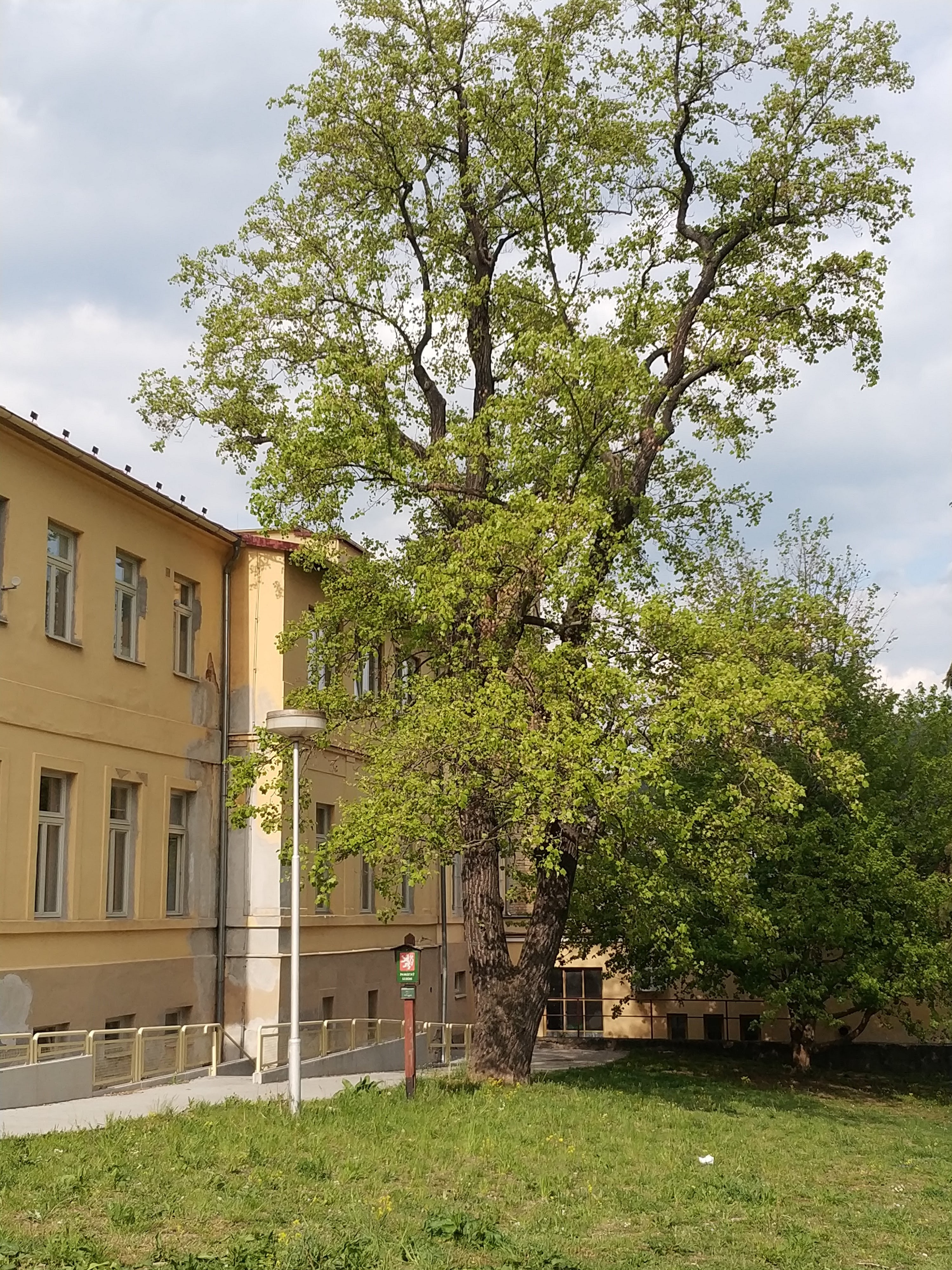
Liliovník na jaře
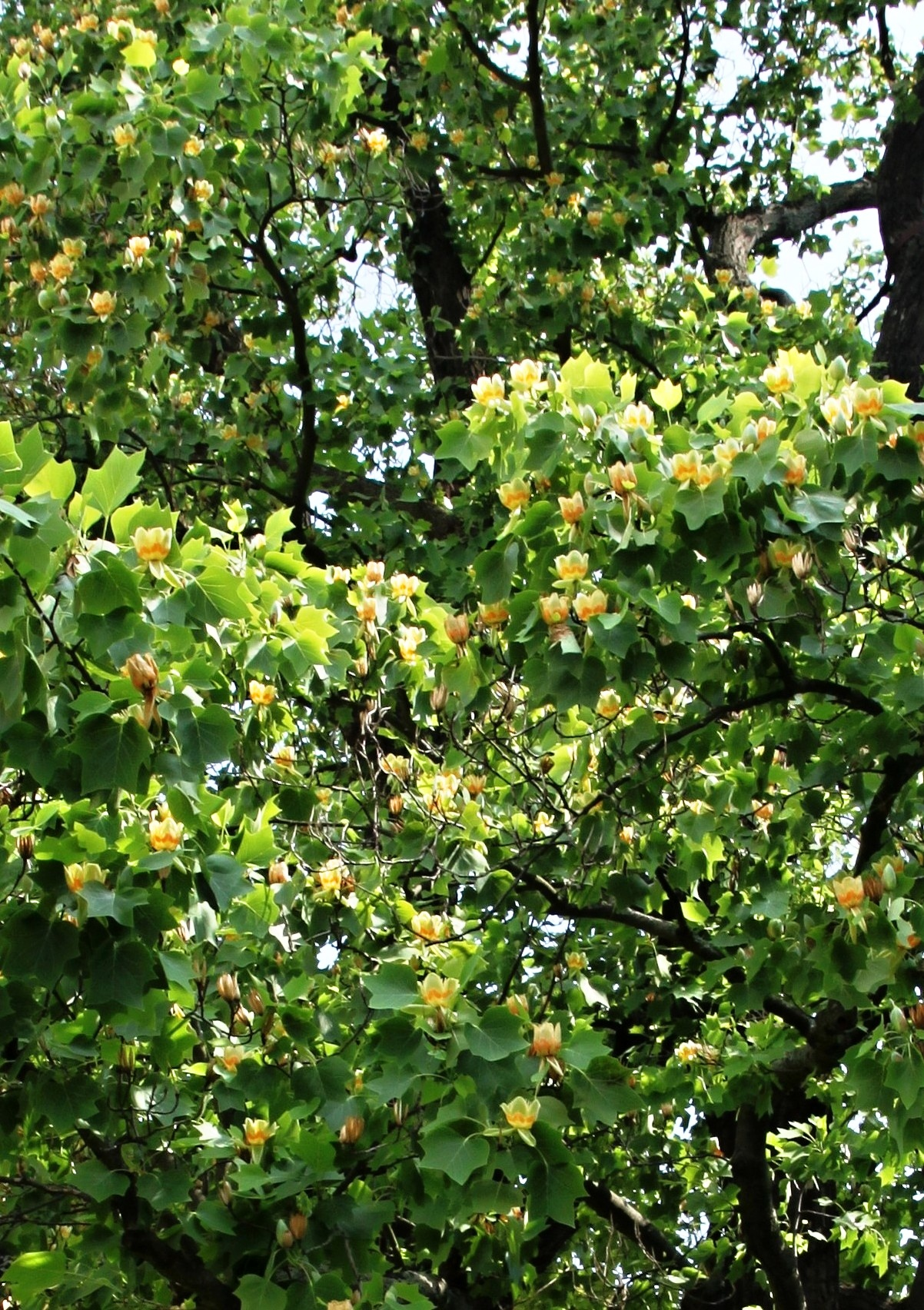
Kvetoucí liliovník
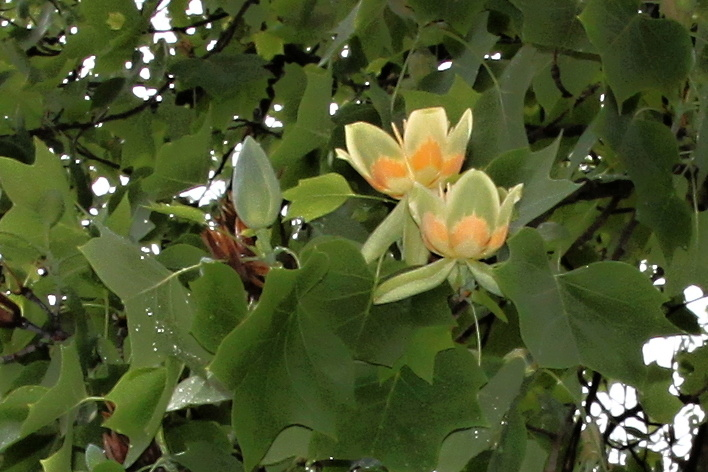
Květy a poupě